# Environnement en Birmanie
L'environnement en Birmanie est l'environnement (ensemble des éléments - biotiques ou abiotiques - qui entourent un individu ou une espèce et dont certains contribuent directement à subvenir à ses besoins) du pays Birmanie.

## La biodiversité en Birmanie
Près de la moitié du teck sauvage sur Terre pousse au Myanmar.

## Impacts sur les milieux naturels

### Activités humaines

#### Agriculture, déforestation, pêche et chasse
Le pays connait un déboisement massif depuis plus d'un siècle. Depuis 1990, une surface de plus de 150 000 kilomètres carrés a été déforesté. Malgré l'interdiction de l’exportation des grumes de teck sauvage depuis 2014, l'exploitation illégale se poursuivait en 2020.
Entre 1950 et 2011, le pays a connu une baisse très importante de sa production de riz, alors qu'il était un des premiers exportateurs. Dans le secteur de l'élevage, la production de viande de volailles est la plus importante.

## L'exposition aux risques

### Le risque sismique
Le pays est soumis a un risque élevé, étant entièrement traversé par la faille de Sagaing, qui s'étend de manière rectiligne du nord de la Birmanie jusqu'à la côte sud.
Le 28 mars 2025, un puissant séisme de magnitude 7,7 a frappé le centre du pays, faisant au moins 1 644 morts et 3 408 blessés. L’état d’urgence a été déclaré dans six régions : Sagaing, Mandalay, Magway, le nord-est de l’État Shan, Naypyidaw et Bago.